# 水上系統交流道
水上系統交流道，位於臺灣嘉義縣水上鄉，用於連結國道三號與台82線，指標分別為國道三號300k、台82線34k。水上系統交流道為台82快速公路之終點。
|  | 300 水上系統 |  | 水上 東石 |
|  | 34 水上系統  |  | 中埔 白河 |

## 外部連結
- 國道三號水上系統交流道示意圖

（页面存档备份，存于）（交通部高速公路局）